# Білгородське гирло
Білгородське гирло — гирло басейну річки Дунай, розташоване в Одеській області.
Білгородське гирло відгалужується вліво від Кілійського гирла на 17,8 км, тече на північ через місто Вилкове і впадає у затоку Солоний Кут. Довжина гирла становить 10 км, ширина – 10 - 15 м, глибини– 2 - 2,4 м. Береги гирла низькі та обривисті. Відмежовується від Кілійського гирла баром. Глибини у гирлі і на вході до нього підтримуються завдяки днопоглиблювальним роботам. Вхід у Білгородське гирло із затоки Солоний Кут також перегороджений персипом (баром). Гирло частково судноплавне, за 300 метрів від входу у нього розташований міст, біля якого у разі заборони руху суден по цьому гирлу, виставляється віха з червоним прапорцем.
Гирло протікає через східну частину Вилкового, на його правому березі знаходиться міський район Колимбейка з садами та городами. За межами антропогенних ландшафтів гирло заросле очеретами. Зазнає значного антропогенного впливу, зокрема внаслідок водогосподарської діяльності. Через систему єриків гирло сполучається із солонуватими затоками Солоний Кут і Бадика. З каналом пов'язані інші водойми, які називають затоками, кутами або сагами. 
У каналі та навколо нього виявлено 19 видів вищих водних рослин, а також знайдені зелені нитчасті та харові водорості. Найбільше видове різноманіття відмічено безпосередньо
в місті Вилкове, де трапляються адвентивні види водяна чума канадська та валіснерія спіральна. З поміж інших видів трапляються: очерет звичайний, їжача голівка пряма, кушир занурений, хвощ багновий, лепешняк великий, жабурник звичайний, півники болотяні, ряска мала, водопериця колосиста, рдесник пронизанолистий, сальвінія плаваюча, паслін солодко-гіркий, завитка ряснокоренева, рогіз вузьколистий та широколистий. 
У місті Вилкове береги переважно зарослі деревами, серед яких домінують верби. Рослинність зосереджена вздовж берегів, особливо на мілклводдях і не трапляється в середній частині русла. Середнє заростання в руслі складає 13,9 %.